# STS–131
Az STS–131 jelű küldetés az amerikai űrrepülőgép-program 131., a Discovery űrrepülőgép 38. repülése. A NASA 162. emberes űrrepülése, a 33. küldetés az ISS-re.

## Jellemzői
A beépített kanadai Canadarm (RMS) manipulátor kart 50 méter kinyúlást biztosított (műholdak indítás/elfogása, külső munkák [kutatás, szerelések], hővédőpajzs külső ellenőrzése) a műszaki szolgálat teljesítéséhez. Az Orbiter Boom Sensor System (OBSS) rendszerrel újabb 15 méterrel meghosszabbították a manipulátor kinyúlási távolságát. Kötelező jelleggel, biztonsági követelmény alapján megvizsgálták az űrrepülőgép külső felületét.

## Személyzet
(zárójelben a repülések száma az STS–131 küldetéssel együtt)
- Alan Goodwin Poindexter  (2) – Parancsnok
- James Dutton  (1) – Pilóta
- Richard Alan Mastracchio  (3) – Küldetésfelelős
- Dorothy Metcalf-Lindenburger  (1) – Küldetésfelelős
- Clayton Anderson  (2) – Küldetésfelelős
- Stephanie Diana Wilson  (3) – Küldetésfelelős
- Jamazaki Naoko  (1) – Fedélzeti mérnök – JAXA

### Első nap
2010. április 5-én a szilárd hajtóanyagú gyorsítórakéták, Solid Rocket Booster(SRB) segítségével Floridából, a Cape Canaveral (KSC) Kennedy Űrközpontból, a LC39–A (LC–Launch Complex) jelű indítóállványról emelkedett a magasba. Az orbitális pályája 90 perces, 51,6 fokos hajlásszögű, elliptikus pálya perigeuma 320 kilométer, az apogeuma 346 kilométer volt. Felszálló tömeg indításkor 121 047 kilogramm, leszálló tömeg 102 039 kilogramm. Szállított hasznos teher 15 332 kilogramm.

## Űrséták
Az első űrséta (kutatás, szerelés) alatt az űrállomás robotkarjának segítségével eltávolították az üres ammónia tartályt. Kicserélték az űrállomás navigációját biztosító egyik giroszkópját. A robotkarok segítségével az új, a teli ammónia tartályt helyére emelték, és rögzítették. Kicserélték az STS–127 küldetésén felvitt akkumulátorokat.
Második alatt az üres ammónia tartályt az űrrepülőgép rakterébe helyezték, az új tartályt készre szerelték. Technikai hiba lépett fel, az egyik rögzítő csavar megszorult, ezért a készre szerelést a harmadik űrsétára kellett halasztani.
A harmadik alatt, a földi támogató csapat irányításával részlegesen helyezték üzembe az új ammónia tartályt. A felesleges berendezéseket, eszközöket bepakolták az MPLM-be.
(zárójelben a dátum és az időtartam)
- EVA 1: Richard Mastracchio és Clayton Anderson (2010. április 9., 6 óra 27 perc)
- EVA 2: Richard Mastracchio és Clayton Anderson (2010. április 11., 7 óra 26 perc)
- EVA 3: Richard Mastracchio és Clayton Anderson (2010. április 13., 6 óra 24 perc)

## Hasznos teher
A Nemzetközi Űrállomásra az utolsó oda/vissza Leonardo Multi-Purpose Logistics Module (MPLM) támogatásával logisztikai árút – mintegy 8 tonna – (víz, élelmiszer, ruházat, személyes tárgyak, orvosi- eszközök, berendezések, kutatási- kísérleti anyagok és eszközök), továbbá a könnyű többcélú berendezéseket szállító támogató szerkezet (Lightweight Multi-Purpose Experiment Support Structure Carrier – LMC), az STS–128 által lehozott, felújított, feltöltött ammónia tartályt – Assembly (ATA) – szállították. Az STS–107 küldetés után a legnagyobb hasznos terhet szállították. Az űrrepülőgép manipulátor karjával (RMS) kiemelték a szállított hasznos terhet, majd az űrállomás manipulátor karjával (SSRMS) átvették és dokkoltatták az űrállomáshoz.
Második alkalommal használtál a 3D-s kettős érzékelő lézerkamerát (TriDAR), amely elősegítette az űrrepülőgép dokkolását. A TriDAR lézerérzékelőivel, hőkamerájával, számítógépes programjával nagy pontossággal megmutatta a dokkolás, a szétválás pillanatnyi állapotát. Visszafelé bepakolták a csomagoló anyagokat, kutatási eredményeket, a szemetet.

## Tizenötödik nap
A dokkolás megszűnésével az űrrepülőgép lassú sodródása következett, 450 méter távolságban indították a főmotorokat.
2010. április 20-án a Kennedy Űrközponton (KSC), kiinduló bázisán szállt le. Összesen 15 napot, 2 órát, 47 percet és 11 másodpercet töltött a világűrben. 10 029 810 kilométert (6 232 235 mérföldet) repült, 238 alkalommal kerülte meg a Földet.